# Manuelles Schreiben

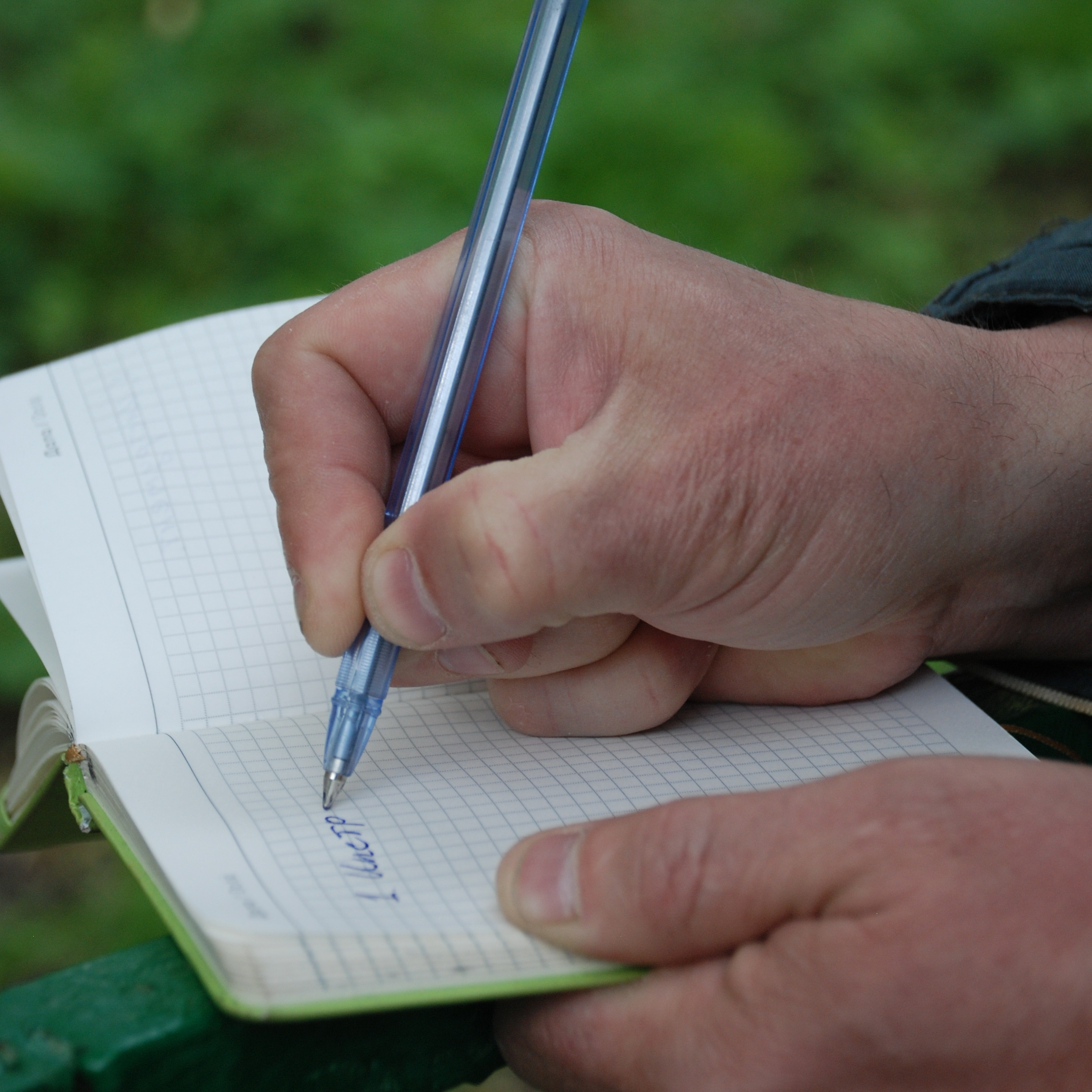
Schreiben mit einem Kugelschreiber

Manuelles Schreiben, fachsprachlich auch Chirografie, ist die Tätigkeit des Schreibens von Hand mit einem Schreibgerät, zum Beispiel einem Bleistift oder Kugelschreiber. Das Ergebnis wird, insbesondere bei handgeschriebenen Büchern und Briefen, ein Manuskript oder eine Handschrift genannt. Ebenfalls handelt es sich um eine Handschrift, wenn die individuelle, für einen Menschen typische Schrift beim manuellen Schreiben sowie im übertragenen Sinn etwas, das seine Arbeit charakterisiert, hervortritt.

## Umfang und Abgrenzungen
Handschrift umfasst alles, was nicht mit vorgefertigten Lettern gedruckt wird, also auch in Ton gedrückte, in Stein gemeißelte oder in Metall geritzte Schrift.
Technisch gesehen hat das manuelle Schreiben viel mit dem Zeichnen gemeinsam. Es kommen die gleichen Werkzeuge als Schreib- und Zeichengeräte zum Einsatz, ebenso die gleichen Farbstoffe und Untergründe (z. B. Papier). Das manuelle Schreiben unterscheidet sich vom Zeichnen jedoch durch die Verwendung von im jeweiligen Schriftsystem vereinbarten eindeutigen Schriftzeichen.
Manuelles Schreiben gibt es in jeder Schrift. Darunter sind Alphabet-, Silben- und Wortschriften, sowie Kombinationen dieser Klassen, wie etwa die japanische Schrift oder die Stenografie. Manuelles Schreiben umfasst nicht nur die geschriebene Sprache, sondern auch Zahlen, Musiknoten und Ähnliches.
Mit seiner individuellen Gestaltung jedes einzelnen Schriftzeichens steht es im Gegensatz zum Erzeugen von vorgefertigten Glyphen mit typografischen Mitteln wie dem Druck, einer Schreibmaschine oder einem Computer.

## Geschichte und Schreibgeräte

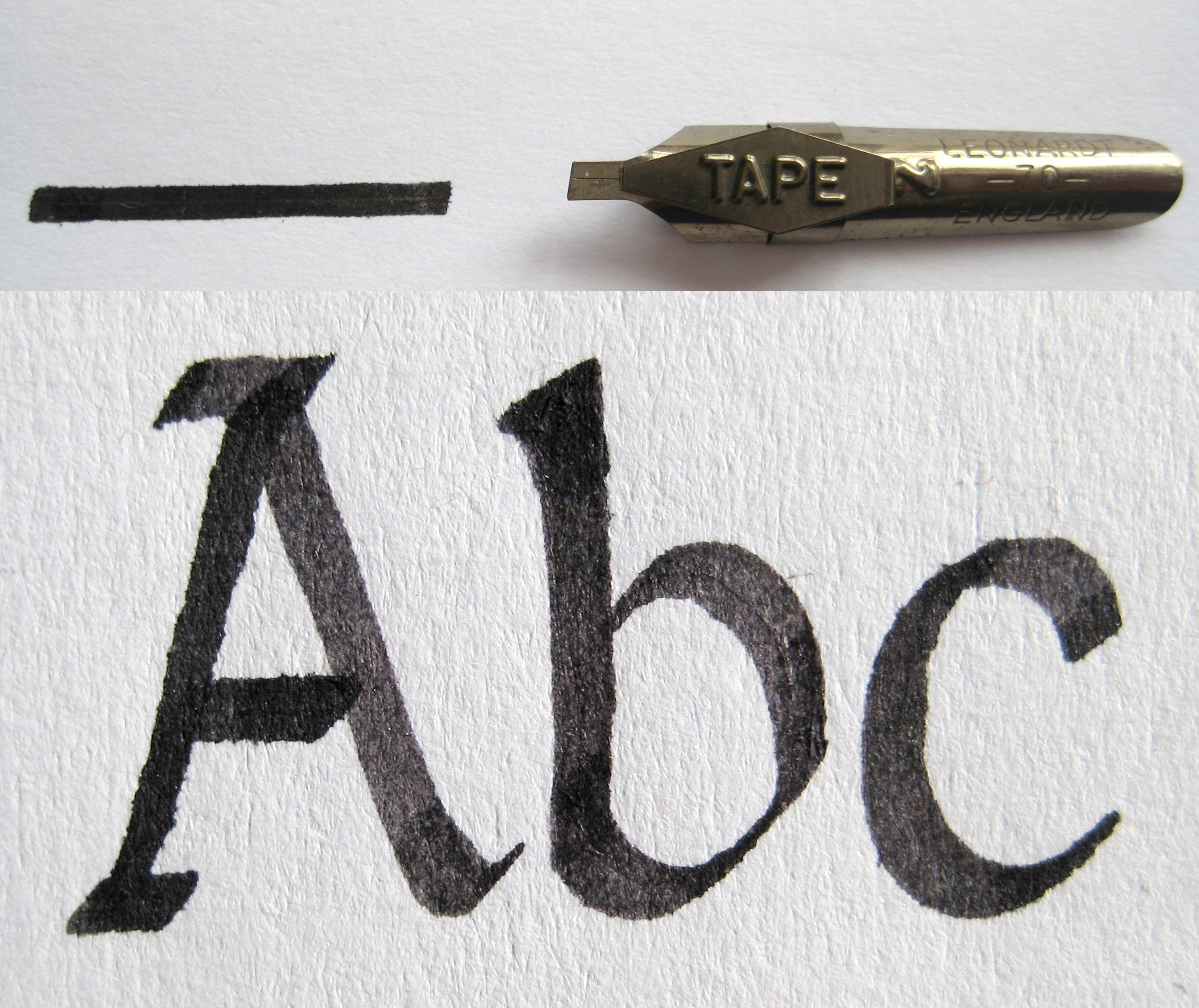
Bandzugfeder mit Strich und Schriftbeispiel

Manuelles Schreiben ist die älteste und ursprüngliche Form des Schreibens und ist in jeder Schriftkultur zu finden. Vor der Erfindung des Buchdrucks war jede Schrift von Hand geschrieben bzw. geritzt, geschnitzt oder gemeißelt.
Die Paläographie befasst sich mit den ältesten erhaltenen Schriften. Als Beschreibstoffe dienten unter anderem Ton, Holz, Baumrinde, Blätter, Stein und Metall. Die Völker des Alten Orients schrieben zum Beispiel mit einem Griffel in Tontafeln (Schrifttafeln) eingeritzte oder eingedrückte Keilschrift. Die antiken Griechen, Römer und Etrusker schrieben unter anderem mit Griffeln auf Wachstafeln, die wiederverwendbar waren: mit der spachtelartigen Rückseite des Griffels, der von den Römern Stilus genannt wurde, konnte die Schrift wieder ausgelöscht werden.
Ebenfalls aus der Antike stammt das Schreiben mit einem Pinsel aus Binsen oder einem Schreibrohr und Tinte auf Papyrus oder Pergament. Dies entwickelte sich im frühen Mittelalter weiter zum Schreiben mit einem Federkiel. Der Federkiel wiederum wurde Ende des 18. Jahrhunderts zum Vorbild für metallene Schreibfedern, aus denen sich im 19. Jahrhundert der Füllfederhalter und im 20. Jahrhundert der Patronenfüllfederhalter sowie andere auf Tinte basierende Schreibgeräte wie der Kugelschreiber oder der Filzstift entwickelten. Papier als Beschreibstoff wurde zuerst im antiken China erfunden, erreichte dann in der arabischen Welt und Indien Verbreitung und gelangte im 11. Jahrhundert nach Europa, wo es schließlich maschinell massenproduziert wurde.
Parallel dazu wurde auch bereits in der Antike mit in Rohre gegossenem Blei als Schreibgerät nach dem Prinzip eines Minenstifts geschrieben. Dies entwickelte sich weiter zum Bleistift, wobei im 16. Jahrhundert Graphit als besser geeignetes Material entdeckt wurde. Im Schulunterricht für Schreibanfänger wurde in Europa lange Zeit mit Griffeln aus Schiefer auf Schiefertafeln geschrieben. Die Schiefertafeln konnten mit einem feuchten Schwamm abgewischt und so immer wieder verwendet werden. Lehrer schrieben im Unterricht auf Schultafeln mit Tafelkreide, was eine große Schrift ermöglicht, die auf Distanz gelesen werden kann. Auch hier kann die Schrift leicht mit einem Schwamm gelöscht und die Tafel immer wieder neu beschrieben werden.
In der arabischen und hebräischen Schrift blieb das aus Schilfrohr gemachte Schreibrohr (Qalam) bis in die Neuzeit in Gebrauch. In Ostasien wurde seit der Antike vor allem mit Schreibpinseln geschrieben. Heute jedoch wird in praktisch allen Schriftkulturen im Alltag mit den im Westen üblichen Schreibgeräten geschrieben. Die bis ins 19. Jahrhundert üblichen traditionellen Schreibgeräte sind jedoch weiterhin wichtig in der Kalligrafie, da moderne Schreibgeräte nicht das gleiche Schriftbild erzeugen können.
Durch die Erfindung der Schreibmaschine, des Computers und der papierlosen Übertragung von Text (E-Mail, Chat, Instant Messaging) ist der Kreis der von Hand geschriebenen Schriftstücke sukzessive kleiner geworden. Heute wird Schrift zu großen Teilen digital über eine Tastatur oder Bildschirmtastatur eingeben, teils auch über Spracherkennung. Überwiegend von Hand werden nach wie vor Notizen, Post- und Glückwunschkarten sowie auf Tafeln, Whiteboards und Flipcharts geschrieben. Mit der steigenden Verbreitung von Tablets werden diese vermehrt für die handschriftliche Eingabe bei Notizen und Mitschriften genutzt. 

## Druck- und Schreibschrift
In manchen Schriftkulturen hat sich mittels starker Verwendung von Ligaturen eine spezielle Schreibschrift entwickelt, bei der das Schreibgerät weniger oft abgesetzt werden muss, so dass ein schnelleres, flüssigeres Schreiben möglich wird. Das Aussehen der Buchstaben kann in der Schreibschrift deutlich vom Aussehen der Druckbuchstaben abweichen, so dass die Schreiber und Leser die Schreibschrift wie ein eigenes Alphabet erlernen müssen.
Im deutschen Sprachraum wurde früher als Schreibschrift die deutsche Kurrentschrift verwendet sowie parallel Kurrent und die lateinische Schreibschrift. Seit Mitte des 20. Jahrhunderts ist als Schreibschrift praktisch ausschließlich die lateinische Schreibschrift in Gebrauch. In der Praxis verwenden viele Menschen heute eine individuelle Mischform aus lateinischer Schreibschrift und Druckbuchstaben.
In manchen Ländern, so den USA, wird dem Erlernen von Schreibschrift heute nur noch wenig Gewicht beigemessen.
Beim Ausfüllen von Formularen werden oft Druckbuchstaben verlangt, um die Leserlichkeit zu verbessern.

## Wahl der Schreibhand und individuelle Handschrift

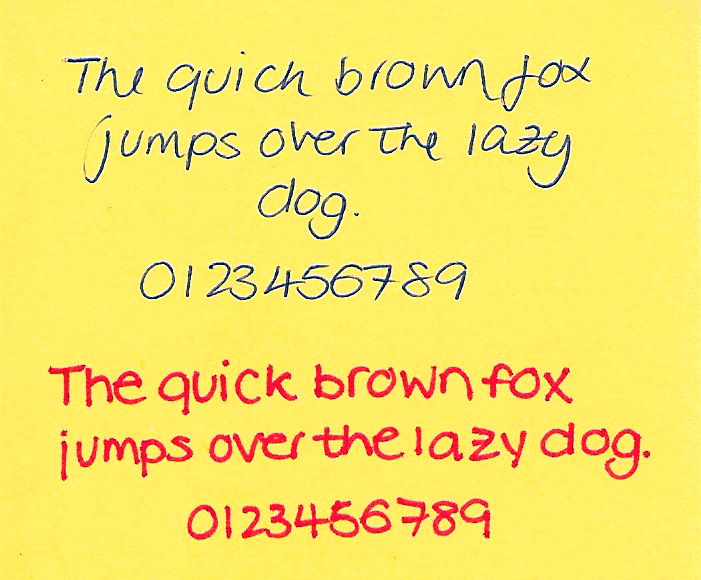
Beispiel desselben englischen Satzes von derselben Person in zwei leicht verschiedenen Handschrift-Stilen geschrieben (2006)

Beim manuellen Schreiben wird in der Regel nur eine Hand verwendet, die das Schreibgerät führt. Die meisten Menschen bevorzugen hierfür ihre dominante Hand entsprechend ihrer Händigkeit. Früher wurde in Schulen allen Kindern das Schreiben mit der rechten Hand beigebracht, ungeachtet ihrer Händigkeit. Davon ist man in vielen Ländern inzwischen wieder abgekommen.
Die individuelle Handschrift, der Duktus (Schreibstil), kann Rückschlüsse auf den Schreiber ermöglichen. In der Graphologie wird versucht, aus der Handschrift auf Eigenheiten der schreibenden Person zu schließen. Des Weiteren kann die Individualität der Handschrift auch verwendet werden, um den Schreiber eines Schriftstücks zu identifizieren. Dies führte zur juristischen Bedeutung der Unterschrift. Die Schriftvergleichung ist eine Methode in der Forensik.

## Gesundheitsaspekte
Manuelles Schreiben ist eine anspruchsvolle feinmotorische Tätigkeit. Bei Überlastung kann ein Schreibkrampf auftreten. Ein Tremor beim Schreiben kann als Begleitsymptom unterschiedlicher Krankheiten auftreten.
Verschiedene gesundheitliche Ursachen können zu Schwierigkeiten beim manuellen Schreiben führen, obwohl die Feinmotorik der Hand und der Intellekt noch vorhanden sind, was Dysgraphie genannt wird. Beim völligen Verlust der Schreibfähigkeit spricht man von Agrafie.

## Handschrift und Gedächtnis
Ergebnissen einer Studie zufolge fällt es Menschen leichter, sich an Worte zu erinnern, wenn sie diese handschriftlich festgehalten haben. Worte, die sie auf einer Tastatur eingegeben haben, konnten die Studienteilnehmer weniger leicht abrufen.
Eine andere Studie stellte fest, dass Studenten, die in einem Vortrag handschriftliche Notizen machten, den Lernstoff weniger gut abrufen konnten als diejenigen, die Notizen per Keyboard eingaben.

## Schönschreiben und Kalligrafie
Beim Schulfach Schönschreiben ist das Ziel eine gute Leserlichkeit des geschriebenen Textes. Die Kalligrafie, die übersetzt ebenfalls „Schönschreiben“ bedeutet, ist dagegen die Gestaltung handgeschriebener Schrift mit hohem Anspruch an Ästhetik zur Verwendung in der Kunst bzw. im Grafikdesign.